# Австрія на зимових Олімпійських іграх 1924
Австрія на зимових Олімпійських іграх 1924 була представлена 4 спортсменами в 1 виді спорту.

## Медалісти
| Медаль | Спортсмен                        | Вид             | Дисципліна |
| ------ | -------------------------------- | --------------- | ---------- |
| Золото | Герма Планк-Шабо                 | фігурне катання | жінки      |
| Золото | Гелене Енгельманн Альфред Бергер | фігурне катання | пари       |
| Срібло | Віллі Бекль                      | фігурне катання | чоловіки   |